# 延君寿
延君寿(1765年—1827年)，字荔浦，原名寿，后更名君寿，清代人物，山西阳城县润城北音村人。清代诗歌评论家，诗人。历任山东莱阳、浙江长兴、安徽五河知县。

## 生平
生于清乾隆三十年，父亲延青云。清嘉庆时延君寿为诸生，后因为以资捐官初任主簿，初任山东莱阳知县，剔除奸弊，清理积案，很有干才。嘉庆十九年（1814年）因事罢官，莱阳县百姓上书恳请挽留，未得批准。嘉庆二十一年（1816年）开罪复职，转任浙江长兴知县，后因奔丧离职。又任安徽五河知县。
餘閒与文人学士诗酒唱和，有白居易的风度。潜心于文学创作，曾于乾隆五十六年、五十七年（1791、1792）间同张晋、陈法于、张为基等人组成“樊南吟社”，倡导一代文风，人称“骚坛四逸”。他将阳城县历代诗作精选为《樊南诗抄》4卷，刊行于世。诗人王炳照、李毅和他长子延赏死后，他亲为编辑出版《介雅堂诗集》、《松溪诗稿》和《树昏小屋诗抄》。著有《六砚草堂诗集》四卷，《老生常谈》一卷。
育三子：延赏、延常、延棠。